# Festiwal Filmów Śródziemnomorskich w Walencji
Festiwal Filmów Śródziemnomorskich w Walencji (hiszp.: Mostra de València / Cinema del Mediterrani) – festiwal filmowy odbywający się w Walencji w Hiszpanii od 1980 roku.

## Po 2011
Ostatnia edycja festiwalu odbyła się w dniach 7-14 kwietnia 2011 roku. Kolejna odsłona festiwalu, zaplanowana na marzec 2012 nie odbyła się z powodów finansowych.